# Нимировский, Валерий Петрович
Валерий Петрович Нимировский (1 февраля 1961 — 11 июня 2017) — генерал-майор ВС РФ, начальник Казанского суворовского военного училища, Северо-Кавказского военного Краснознаменного института внутренних войск МВД России и Санкт-Петербургского военного института войск национальной гвардии Российской Федерации.

## Биография
Родился 1 февраля 1961 года в селе Красная Поляна Келлеровского района Кокчетавской области Казахской ССР.
В 1982 году окончил Благовещенское высшее танковое командное училище. Проходил службу в Дальневосточном военном округе и в группе советских войск в Германии: командир танкового взвода, командир танковой роты, начальник штаба — заместитель командира танкового батальона, командир танкового батальона.
После окончания в 1993 году Военной академии бронетанковых войск служил в Уральском военном округе: заместитель командира полка, начальник штаба — заместитель командира полка, командир полка, начальник окружного учебного центра подготовки военных специалистов.
- 2002—2006: начальник Казанского суворовского военного училища[2][4][1].
- 2006[2]—2008: в запасе.
- 2008—2009: заместитель командира оперативной бригады Северо-Кавказского регионального командования внутренних войск МВД России[1][3].
- 2009[5]—2012: начальник Северо-Кавказского военного Краснознаменного института внутренних войск МВД России[1][3].
- 2012—2015: заместитель командующего по чрезвычайным ситуациям Северо-Западного регионального командования внутренних войск МВД России[1].

4 июля 2015 года указом Президента Российской Федерации был назначен начальником Санкт-Петербургского военного института внутренних войск МВД России (с 2016 года Санкт-Петербургский военный институт войск национальной гвардии Российской Федерации).
Награждён орденами «За военные заслуги», «За службу Родине в ВС СССР» III степени, медалью ордена «За заслуги перед Отечеством» II степени, наградным оружием, другими ведомственными медалями.
Скоропостижно скончался 11 июня 2017 года.